# Verein für Laufspiele Sportfreunde Lotte von 1929 2017-2018
Questa voce raccoglie le informazioni riguardanti il Verein für Laufspiele Sportfreunde Lotte von 1929 nelle competizioni ufficiali della stagione 2017-2018.

## Stagione
Nella stagione 2017-2018 il Sportfreunde Lotte, allenato da Oscar Corrochano, Marc Fascher e Andreas Golombek, concluse il campionato di 3. Liga al 16º posto.

## Rosa
| N. |                     | Ruolo | Calciatore              |
| -- | ------------------- | ----- | ----------------------- |
| 1  | Germania (bandiera) | P     | David Buchholz          |
| 2  | Germania (bandiera) | D     | Michael Schulze         |
| 3  | Germania (bandiera) | C     | Tim Wendel              |
| 4  | Germania (bandiera) | D     | Maximilian Rossmann     |
| 5  | Germania (bandiera) | D     | Matthias Rahn           |
| 6  | Germania (bandiera) | C     | Tim Gorschlüter         |
| 7  | Germania (bandiera) | C     | Dennis Brock            |
| 8  | Polonia (bandiera)  | C     | André Dej               |
| 9  | Germania (bandiera) | A     | Mats Facklam            |
| 10 | Germania (bandiera) | A     | Bernd Rosinger          |
| 11 | Germania (bandiera) | A     | Maximilian Oesterhelweg |
| 14 | Germania (bandiera) | C     | Marco Hober             |
| 15 | Germania (bandiera) | C     | Moritz Heyer            |
| 16 | Canada (bandiera)   | D     | Adam Straith            |

| N. |                       | Ruolo | Calciatore            |
| -- | --------------------- | ----- | --------------------- |
| 17 | Polonia (bandiera)    | C     | Marcus Piossek        |
| 19 | Germania (bandiera)   | A     | Kevin Freiberger      |
| 20 | Portogallo (bandiera) | C     | Kevin Pires-Rodrigues |
| 21 | Germania (bandiera)   | C     | Zidane Atalan         |
| 22 | Germania (bandiera)   | D     | Michael Hohnstedt     |
| 23 | Germania (bandiera)   | D     | Alexander Langlitz    |
| 24 | Polonia (bandiera)    | A     | Jarosław Lindner      |
| 25 | Germania (bandiera)   | D     | Tobias Haitz          |
| 27 | Germania (bandiera)   | D     | Nico Neidhart         |
| 28 | Germania (bandiera)   | C     | Joshua Putze          |
| 29 | Germania (bandiera)   | A     | Max Wegner            |
| 30 | Germania (bandiera)   | P     | Benedikt Fernandez    |
| 33 | Germania (bandiera)   | P     | Yannick Zummack       |

## Organigramma societario
Area tecnica
- Allenatore: Andreas Golombek
- Allenatore in seconda: Joseph Laumann
- Preparatore dei portieri: Bastian Görrissen
- Preparatori atletici: Chris Löffler

## Calciomercato

### Sessione estiva
| Acquisti | Acquisti                | Acquisti             | Acquisti |
| R.       | Nome                    | da                   | Modalità |
| -------- | ----------------------- | -------------------- | -------- |
| A        | Max Wegner              | Erzgebirge Aue       |          |
| C        | Marcus Piossek          | Paderborn            |          |
| D        | Michael Schulze         | E. Braunschweig II   |          |
| C        | Zidane Atalan           | Osnabrück II         |          |
| D        | Maximilian Rossmann     | Magonza II           |          |
| D        | Jonas Acquistapace      | Zwickau              |          |
| A        | Hamadi Al Ghaddioui     | Borussia Dortmund II |          |
| C        | Marco Hober             | Borussia Dortmund II |          |
| D        | Michael Hohnstedt       | Osnabrück            |          |
| A        | Maximilian Oesterhelweg | Elversberg           |          |
| C        | Joshua Putze            | Energie Cottbus      |          |

| Cessioni | Cessioni           | Cessioni      | Cessioni |
| R.       | Nome               | a             | Modalità |
| -------- | ------------------ | ------------- | -------- |
| D        | Dennis Engel       | Jeddeloh II   |          |
| C        | Nico Granatowski   | Meppen        |          |
| D        | Gerrit Nauber      | Duisburg      |          |
| A        | Saliou Sané        | Sonnenhof G.  |          |
| C        | Patrick Schikowski | RW Oberhausen |          |

### Sessione invernale
| Acquisti | Acquisti     | Acquisti   | Acquisti |
| R.       | Nome         | da         | Modalità |
| -------- | ------------ | ---------- | -------- |
| A        | Mats Facklam | SV Eichede |          |

| Cessioni | Cessioni            | Cessioni       | Cessioni |
| R.       | Nome                | a              | Modalità |
| -------- | ------------------- | -------------- | -------- |
| A        | Luka Tankulić       | Meppen         |          |
| A        | Hamadi Al Ghaddioui | Jahn Ratisbona |          |
| D        | Jonas Acquistapace  | Zwickau        |          |

## Risultati

### 3. Liga

#### Girone di andata
| Arbitro: | Siebert |

|  |           |                                  |
|  | Marcatori | 19’ (rig.) Benyamina 88’ Henning |

| Arbitro: | Badstübner |

|           |           |                |
| König 38’ | Marcatori | 37’ Freiberger |

| Arbitro: | Jöllenbeck |

|         |           |                               |
| Dej 32’ | Marcatori | 27’ Michel 90’ van der Biezen |

| Arbitro: | Gerach |

|                                      |           |  |
| Rehfeldt 6’ Bär 81’ (rig.) Morys 90’ | Marcatori |  |

| Arbitro: | Skorczyk |

|                                               |           |  |
| Dej 33’ (rig.) Ghaddioui 34’, 74’ Piossek 50’ | Marcatori |  |

| Arbitro: | Kempkes |

|             |           |  |
| Álvarez 51’ | Marcatori |  |

| Arbitro: | Weickenmeier |

|                       |           |                   |
| Ghaddioui 21’ Dej 75’ | Marcatori | 87’ (aut.) Wendel |

| Arbitro: | Osmers |

|          |           |  |
| Fink 75’ | Marcatori |  |

| Arbitro: | Bokop |

|  |           |             |
|  | Marcatori | 78’ Andrich |

| Arbitro: | Kornblum |

|  |           |                                   |
|  | Marcatori | 44’ Piossek 49’ Dej 83’ Ghaddioui |

| Arbitro: | Fritsch |

|                            |           |          |
| Oesterhelweg 14’ Heyer 47’ | Marcatori | 8’ Helwe |

| Arbitro: | Müller |

|                            |           |              |
| Frahn 26’, 51’, 53’ (rig.) | Marcatori | 34’ Langlitz |

| Arbitro: | Müller |

|           |           |                      |
| Touré 11’ | Marcatori | 40’ (rig.) Ghaddioui |

| Arbitro: | Bläser |

|  |           |                   |
|  | Marcatori | 13’ Sohm 17’ Gyau |

| Arbitro: | Skorczyk |

|                     |           |                                     |
| Huth 17’ Möckel 28’ | Marcatori | 8’, 47’ Oesterhelweg 35’ Freiberger |

| Arbitro: | Lossius |

|                                |           |                     |
| Straith 52’ Posipal 89’ (aut.) | Marcatori | 45’, 80’ Kleinsorge |

| Arbitro: | Kampka |

|                      |           |               |
| Göbel 13’ Müller 90’ | Marcatori | 75’ Ghaddioui |

| Lotte 2 dicembre 2017, ore 14:00 CET 18ª giornata | Sportfreunde Lotte | 0 – 0 referto | Preußen Münster | FRIMO Stadion (3 084 spett.)\| Arbitro: \| Günsch \| |
| Arbitro:                                          | Günsch             |               |                 |                                                      |

| Arbitro: | Cortus |

|                    |           |  |
| Beck 8’ Handke 44’ | Marcatori |  |

#### Girone di ritorno
| Arbitro: | Schult |

|  |           |                                     |
|  | Marcatori | 11’, 90’ Oesterhelweg 65’ Ghaddioui |

| Arbitro: | Schütz |

|              |           |  |
| Rosinger 58’ | Marcatori |  |

| Arbitro: | Schröder |

|                                                   |           |  |
| Ritter 36’, 50’ Zolinski 45’ Tietz 58’ Fesser 73’ | Marcatori |  |

| Arbitro: | Winter |

|                                 |           |  |
| Freiberger 15’ Oesterhelweg 75’ | Marcatori |  |

| Arbitro: | Weickenmeier |

|                                      |           |                                             |
| Günther-Schmidt 8’ Thiele 45’ (rig.) | Marcatori | 26’ Oesterhelweg 35’ (rig.) Pires-Rodrigues |

| Arbitro: | Kampka |

|                               |           |                                      |
| Heyer 11’ Pires-Rodrigues 51’ | Marcatori | 6’ (rig.), 25’ Álvarez 90’ Danneberg |

| Arbitro: | Schwermer |

|                                |           |  |
| Müller 41’ Hain 52’ Greger 60’ | Marcatori |  |

| Arbitro: | Hussein |

|             |           |                 |
| Lindner 51’ | Marcatori | 80’ Schleusener |

| Arbitro: | Osmanagic |

|                                |           |             |
| Schäffler 5’, 90’ Diawusie 90’ | Marcatori | 70’ Lindner |

| Arbitro: | Zorn |

|  |           |                          |
|  | Marcatori | 39’ Ernst 75’ Keita-Ruel |

| Arbitro: | Kornblum |

|             |           |  |
| Gjasula 17’ | Marcatori |  |

| Arbitro: | Kempkes |

|                                           |           |            |
| Heyer 7’ Młynikowski 17’ (aut.) Putze 90’ | Marcatori | 86’ Slavov |

| Arbitro: | Müller |

|                                     |           |                             |
| Wegner 31’ Rossmann 59’ Lindner 90’ | Marcatori | 5’ Rosin 82’ (aut.) Straith |

| Arbitro: | Hussein |

|          |           |                         |
| Sohm 32’ | Marcatori | 82’ (rig.) Oesterhelweg |

| Arbitro: | Skorczyk |

|                |           |  |
| Dej 68’ (rig.) | Marcatori |  |

| Arbitro: | Haslberger |

|                        |           |              |
| Tankulić 5’ Kremer 68’ | Marcatori | 56’ Langlitz |

| Arbitro: | Schütz |

|              |           |                                       |
| Neidhart 90’ | Marcatori | 19’ Baumann 66’ Schuppan 83’ Nikolaou |

| Arbitro: | Müller |

|                                       |           |  |
| Grimaldi 25’, 83’ Rossmann 40’ (aut.) | Marcatori |  |

| Arbitro: | Bacher |

|  |           |            |
|  | Marcatori | 89’ Butzen |

## Statistiche

### Statistiche di squadra
| Competizione | Punti | In casa | In casa | In casa | In casa | In casa | In casa | In trasferta | In trasferta | In trasferta | In trasferta | In trasferta | In trasferta | Totale | Totale | Totale | Totale | Totale | Totale | DR  |
| Competizione | Punti | G       | V       | N       | P       | Gf      | Gs      | G            | V            | N            | P            | Gf           | Gs           | G      | V      | N      | P      | Gf     | Gs     | DR  |
| ------------ | ----- | ------- | ------- | ------- | ------- | ------- | ------- | ------------ | ------------ | ------------ | ------------ | ------------ | ------------ | ------ | ------ | ------ | ------ | ------ | ------ | --- |
| 3. Liga      | 40    | 19      | 8       | 3       | 8       | 25      | 24      | 19           | 3            | 4            | 12           | 18           | 36           | 38     | 11     | 7      | 20     | 43     | 60     | -17 |
| Totale       | 40    | 19      | 8       | 3       | 8       | 25      | 24      | 19           | 3            | 4            | 12           | 18           | 36           | 38     | 11     | 7      | 20     | 43     | 60     | -17 |

### Andamento in campionato
| Giornata  | 1  | 2  | 3  | 4  | 5  | 6  | 7  | 8  | 9  | 10 | 11 | 12 | 13 | 14 | 15 | 16 | 17 | 18 | 19 | 20 | 21 | 22 | 23 | 24 | 25 | 26 | 27 | 28 | 29 | 30 | 31 | 32 | 33 | 34 | 35 | 36 | 37 | 38 |
| --------- | -- | -- | -- | -- | -- | -- | -- | -- | -- | -- | -- | -- | -- | -- | -- | -- | -- | -- | -- | -- | -- | -- | -- | -- | -- | -- | -- | -- | -- | -- | -- | -- | -- | -- | -- | -- | -- | -- |
| Luogo     | C  | T  | C  | T  | C  | T  | C  | T  | C  | T  | C  | T  | T  | C  | T  | C  | T  | C  | T  | T  | C  | T  | C  | T  | C  | T  | C  | T  | C  | T  | C  | C  | T  | C  | T  | C  | T  | C  |
| Risultato | P  | N  | P  | P  | V  | P  | V  | P  | P  | V  | V  | P  | N  | P  | V  | N  | P  | N  | P  | V  | V  | P  | V  | N  | P  | P  | N  | P  | P  | P  | V  | V  | N  | V  | P  | P  | P  | P  |
| Posizione | 16 | 15 | 15 | 18 | 12 | 16 | 13 | 17 | 17 | 13 | 10 | 11 | 12 | 14 | 12 | 13 | 14 | 14 | 15 | 14 | 13 | 14 | 13 | 13 | 14 | 17 | 16 | 17 | 17 | 17 | 17 | 16 | 15 | 14 | 15 | 15 | 16 | 16 |

Legenda:

Luogo: C = Casa; T = Trasferta. Risultato: V = Vittoria; N = Pareggio; P = Sconfitta.

### Statistiche dei giocatori
| J. Acquistapace    | 6  | 0 | 0  | 0 |
| Z. Atalan          | 0  | 0 | 0  | 0 |
| D. Brock           | 4  | 0 | 1  | 0 |
| D. Buchholz        | 15 | 0 | 1  | 0 |
| A. Dej             | 30 | 5 | 4  | 0 |
| M. Facklam         | 10 | 0 | 0  | 0 |
| B. Fernandez       | 23 | 0 | 0  | 0 |
| K. Freiberger      | 29 | 3 | 5  | 0 |
| H. Ghaddioui       | 20 | 7 | 4  | 0 |
| T. Gorschlüter     | 1  | 0 | 0  | 0 |
| T. Haitz           | 0  | 0 | 0  | 0 |
| M. Heyer           | 34 | 3 | 11 | 0 |
| M. Hober           | 17 | 0 | 2  | 0 |
| M. Hohnstedt       | 9  | 0 | 2  | 0 |
| A. Langlitz        | 27 | 2 | 8  | 0 |
| J. Lindner         | 23 | 3 | 1  | 0 |
| N. Neidhart        | 17 | 1 | 4  | 0 |
| M. Oesterhelweg    | 31 | 8 | 5  | 0 |
| M. Piossek         | 14 | 2 | 1  | 0 |
| K. Pires-Rodrigues | 19 | 2 | 9  | 0 |
| J. Putze           | 28 | 1 | 5  | 0 |
| M. Rahn            | 14 | 0 | 4  | 1 |
| B. Rosinger        | 16 | 1 | 0  | 1 |
| M. Rossmann        | 19 | 1 | 5  | 0 |
| M. Schulze         | 26 | 0 | 6  | 0 |
| A. Straith         | 32 | 1 | 3  | 0 |
| L. Tankulić        | 7  | 0 | 2  | 0 |
| M. Wegner          | 18 | 1 | 2  | 0 |
| T. Wendel          | 34 | 0 | 9  | 1 |
| Y. Zummack         | 0  | 0 | 0  | 0 |